# Julia Schruff
Julia Schruff (Augsburgo, 16 de agosto de 1982) é uma tenista profissional alemã, seu melhor ranking de N. 52 em simples pela WTA.